# Sondre Sørli
Sondre Sørli (Kristiansund, 30 de octubre de 1995) es un futbolista noruego. Su posición es la de delantero y su club es el Sarpsborg 08 FF de la Eliteserien de Noruega.

## Trayectoria
El 17 de marzo de 2021 se hizo oficial su llegada al F. K. Bodø/Glimt. Jugó 113 partidos con el equipo y en agosto de 2025 se marchó al Sarpsborg 08 FF.

## Estadísticas

### Clubes
Actualizado al último partido jugado el 27 de agosto de 2022.
| Kristiansund BK · Noruega | 2.ª           | 2015          | 7   | 0  | - | - | - | - | 7   | 0  | 0    |
| Kristiansund BK · Noruega | 2.ª           | 2016          | 12  | 2  | - | - | - | - | 12  | 2  | 0,17 |
| Kristiansund BK · Noruega | 1.ª           | 2017          | 23  | 3  | 2 | 0 | - | - | 25  | 3  | 0,12 |
| Kristiansund BK · Noruega | 1.ª           | 2018          | 23  | 1  | 1 | 0 | - | - | 24  | 1  | 0,04 |
| Kristiansund BK · Noruega | 1.ª           | 2019          | 23  | 5  | 2 | 1 | - | - | 25  | 6  | 0,24 |
| Kristiansund BK · Noruega | 1.ª           | 2020          | 27  | 3  | - | - | - | - | 27  | 3  | 0,11 |
| Kristiansund BK · Noruega | Total club    | Total club    | 115 | 14 | 5 | 1 | 0 | 0 | 120 | 15 | 0,13 |
| F. K. Bodø/Glimt · Noruega | 1.ª           | 2021          | 11  | 3  | - | - | - | - | 11  | 3  | 0,27 |
| F. K. Bodø/Glimt · Noruega | 1.ª           | 2022          | 17  | 1  | 4 | 0 | 5 | 0 | 26  | 1  | 0,04 |
| F. K. Bodø/Glimt · Noruega | Total club    | Total club    | 28  | 4  | 4 | 0 | 5 | 0 | 37  | 4  | 0,11 |
| Total carrera | Total carrera | Total carrera | 143 | 18 | 9 | 1 | 5 | 0 | 157 | 19 | 0,12 |
| (1) Incluye datos de Copa de Noruega y Supercopa de Noruega. (2) Incluye datos de Liga Europa de la UEFA y Liga de Campeones de la UEFA. (3) No incluye goles en partidos amistosos. |               |               |     |    |   |   |   |   |     |    |      |

## Palmarés

### Títulos nacionales
| Título      | Club             | País    | Año  |
| ----------- | ---------------- | ------- | ---- |
| 1. Division | Kristiansund BK  | Noruega | 2016 |
| Eliteserien | F. K. Bodø/Glimt | Noruega | 2021 |
| Eliteserien | F. K. Bodø/Glimt | Noruega | 2023 |
| Eliteserien | F. K. Bodø/Glimt | Noruega | 2024 |